# (6078) Burt
(6078) Burt est un astéroïde de la ceinture principale.

## Description
(6078) Burt est un astéroïde de la ceinture principale. Il fut découvert le 10 octobre 1980 à l'Observatoire Palomar par Carolyn S. Shoemaker. Il présente une orbite caractérisée par un demi-grand axe de 2,81 UA, une excentricité de 0,17 et une inclinaison de 8,3° par rapport à l'écliptique.

## Compléments